# Stereophyllum anceps
Stereophyllum anceps là một loài rêu trong họ Stereophyllaceae. Loài này được (Bosch & Sande Lac.) Broth. mô tả khoa học đầu tiên năm 1907.